# Arnaldo de la Porte
Arnaldo de La Porte o Laporte, gramático, hispanista y lexicógrafo holandés que vivió en el siglo XVII.

## Introducción
Escribió un Nuevo dictionario o thesoro de la lengua Española y Flamenca (Amberes, 1659, reimpreso en 1669) que fue importante para el holandés y el castellano. La parte español-holandés contiene cerca de treinta y cuatro mil artículos, pero plagia por entero la parte "español-francés-neerlandés" del anterior diccionario anónimo publicado en Amberes en 1639), suprimiendo la parte francesa; más interés tiene la parte "neerlandés-español", que raya en los treinta mil artículos y no reelabora la parte anterior, sino que añade y corrige, de manera tal que en él puede encontrarse toda una serie de vocablos que no fueron consignados por los lexicógrafos anteriores, incluidos neologismos del XVI y XVII.
- Datos: Q5704894